# David Mascato
David Mascato García (El Grove, 13 de octubre de 1975) es un deportista español que compitió en piragüismo en las modalidades de aguas tranquilas y maratón.

## Palmarés internacional

### Piragüismo en aguas tranquilas
Participó en los Juegos Olímpicos de Sídney 2000 y Atenas 2004, su mejor actuación fue un cuarto puesto logrado en Sídney 2000 en la prueba de C2 500 m. Ganó una medalla en el Campeonato Mundial de Piragüismo de 2001, y tres medallas en el Campeonato Europeo de Piragüismo, en los años 1999 y 2001.
| Campeonato Mundial | Campeonato Mundial | Campeonato Mundial | Campeonato Mundial |
| Año                | Lugar              | Medalla            | Competición        |
| ------------------ | ------------------ | ------------------ | ------------------ |
| 2001               | Poznań (Polonia)   | Medalla de plata   | C2 1000 m          |
| Campeonato Europeo |                    |                    |                    |
| Año                | Lugar              | Medalla            | Competición        |
| 1999               | Zagreb (Croacia)   | Medalla de bronce  | C2 500 m           |
| 2001               | Milán (Italia)     | Medalla de bronce  | C2 500 m           |
| 2001               | Milán (Italia)     | Medalla de plata   | C2 1000 m          |

### Piragüismo en maratón
En la modalidad de maratón, obtuvo tres medallas en el Campeonato Mundial de Piragüismo en Maratón entre los años 2003 y 2009, y una medalla en el Campeonato Europeo de Piragüismo en Maratón de 2009.
| Campeonato Mundial | Campeonato Mundial            | Campeonato Mundial | Campeonato Mundial |
| Año                | Lugar                         | Medalla            | Competición        |
| ------------------ | ----------------------------- | ------------------ | ------------------ |
| 2003               | Valladolid (España)           | Medalla de plata   | C2                 |
| 2008               | Týn nad Vltavou ( Rep. Checa) | Medalla de bronce  | C2                 |
| 2009               | Crestuma (Portugal)           | Medalla de plata   | C2                 |
| Campeonato Europeo |                               |                    |                    |
| Año                | Lugar                         | Medalla            | Competición        |
| 2009               | Ostróda (Polonia)             | Medalla de plata   | C2                 |